# Галеев, Виль Бареевич
Виль Бареевич Гале́ев (род. 1 сентября 1932, дер. Ахуново Учалинского района Башкирской АССР) — советский и российский инженер. Доктор технических наук (1988), профессор (1990).

## Биография
В 1955 году окончил Уфимский нефтяной институт по специальности инженер-механик.
В 1955—1962 гг. — механик нефтепровода Ишимбай — Уфа, главный инженер, технический руководитель дирекции строящихся трубопроводов БНПУ.
В 1962—1985 гг. преподавал в Уфимском нефтяном институте. Являлся старшим преподавателем, доцентом, деканом ФПК.
В 1985—1992 гг. — доцент, заведующий кафедрой Тюменского индустриального института.
В 1992—1995 гг. — профессор кафедры в Уфимском государственном нефтяном техническом университете.
С 1995 года работает в Республиканском отраслевом учебно-аттестационном центре «Охрана труда и экология».

## Научная деятельность
Имеет 30 авторских свидетельств и патентов на изобретения.
Является автором более 210 научных работ, в том числе 16 монографий. Специалист в проблематике прочности, устойчивости резервуаров, построенных на переувлажненных слабонесущих и посадочных грунтах, в проектировании и разработке методики их безаварийной эксплуатации. Научные разработки внедрены на перекачивающих станциях Главтранснефти Министерства нефтяной промышленности (Минтопэнерго), и используется на предприятиях Российской Федерации.

## Награды и звания
- Заслуженный деятель науки и техники Башкирской АССР (1977);
- Отличник Министерства нефтяной промышленности СССР (1978);
- Отличник Министерства газовой промышленности СССР (1968);
- Отличник Министерства строительства предприятий газовой и нефтяной промышленности (1982);
- Лауреат премии имени Губкина (1982).

Награждён медалями.

## Отзывы
Геннадий Григорьевич Тарабрин вспоминал об учёбе в Уфимском нефтяном институте: «- Из преподавателей хорошо помню Виля Бареевича Галеева. Студенты его боготворили за умение доходчиво объяснять законы гидравлики — одной из основополагающих дисциплин при проектировании и эксплуатации трубопроводов».